# Cat and Mouse Act

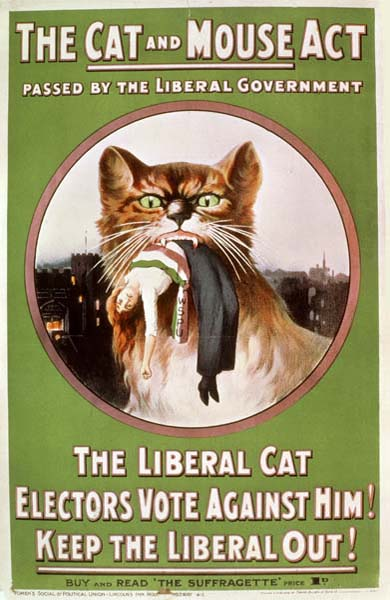
Affiche du WSPU dénonçant le Cat and Mouse Act, 1914.

Le Cat and Mouse Act est le nom qui fut donné par les journalistes au Temporary Discharge for Ill Health Act de 1913 au Royaume-Uni. Cette loi cherchait à contrecarrer les grèves de la faim des suffragettes emprisonnées, en autorisant la libération temporaires des prisonnières en grève de la faim, puis leur réenfermement une fois celles-ci réalimentées.

## Contexte

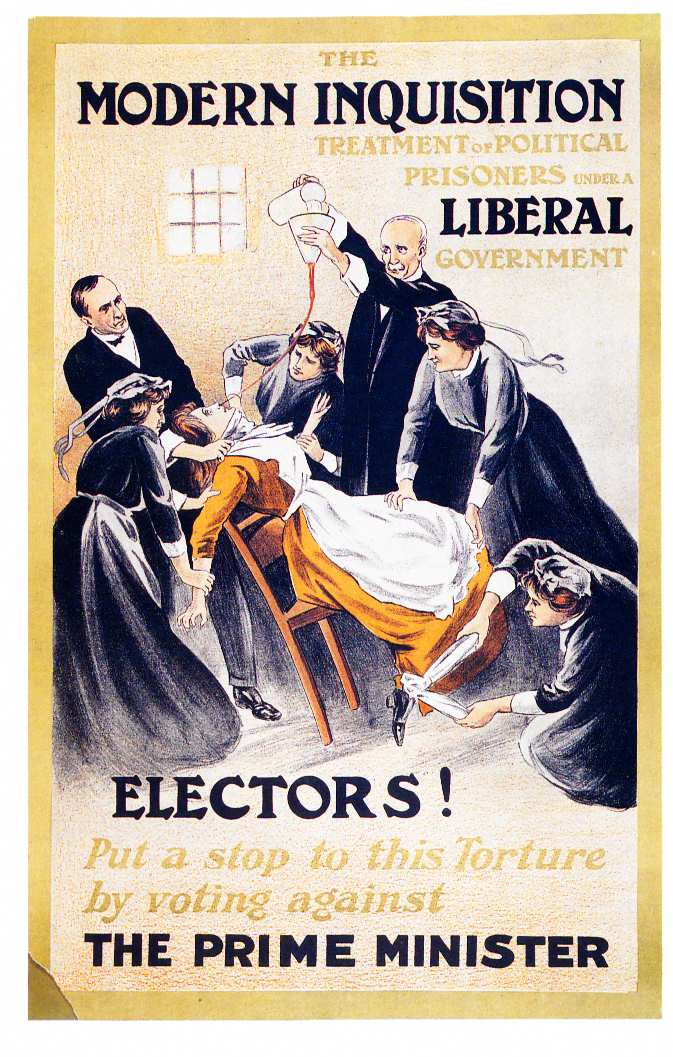
Affiche réalisée par Alfred Pearse contre l'alimentation forcée des suffragettes, 1910.

Dans leur lutte pour l'obtention du droit de vote, les suffragettes de la Women's Social and Political Union (WSPU) avaient recours au vandalisme (bris de vitres, incendies volontaires, outrages à agent) et étaient régulièrement emprisonnées. Mais leurs passages en prison étaient encore l'occasion pour elles de s'insurger publiquement contre les méthodes gouvernementales à l'occasion de grèves de la faim. Les autorités carcérales étaient alors obligées de les libérer pour raisons médicales ce qui rendait la politique d'arrestation du gouvernement inefficace.
Ce dernier en vint donc à ordonner l'alimentation par sondes nasales des récalcitrantes. Mais cette pratique entraînait sur le long terme des maladies qui étaient à nouveau dénoncées à l'opinion publique comme un mauvais traitement envers les suffragettes.

## Utilisation gouvernementale
La promulgation de cette loi permit de mettre fin à l'alimentation forcée des suffragettes incarcérées qui commençait à être mal perçue par la population. Ainsi, les suffragettes en grève de la faim ne recevaient aucun soin jusqu'à ce que leur état de santé devienne préoccupant et qu'elles soient relâchées. Tout ce qui pouvait leur arriver une fois libérée n'était alors plus du ressort de l'État, et les femmes étaient ainsi mises hors d'état de nuire jusqu'à ce qu'elles aient repris des forces et que les autorités les arrêtent à nouveau pour des motifs quelconques afin qu'elles purgent leur peine initiale en entier.

## Retour de flamme
La loi fut non seulement réprouvée par l'opinion publique, mais elle ne permit pas le contrôle effectif des suffragettes les plus turbulentes qui, une fois remises en liberté, étaient prises en charge par un réseau de sympathisants.
Elle finit par être perçue comme une atteinte aux droits fondamentaux non seulement des suffragettes mais de tous les prisonniers. Le surnom donné à la loi (Cat and Mouse Act ; « La loi du chat et de la souris ») reflète bien la sympathie ressentie par la population pour les suffragettes et la dénonciation de la cruauté gouvernementale. Ces décisions eurent une répercussion non négligeable sur la popularité du gouvernement de Herbert Asquith.
La loi fut finalement bénéfique au Parti travailliste qui soutenait à l'époque la lutte en faveur du droit de vote des femmes. Le philosophe Bertrand Russell quitta ainsi le Parti libéral de Asquith et écrivit un pamphlet pour dénoncer le caractère antilibéral et anticonstitutionnel de la loi promulguée par son ancien parti. Une proportion importante des classes moyennes libérales se tournèrent à cette occasion vers le Parti travailliste.